# Nusa Kambangan
Nusa Kambangan (en javanais, « l'île flottante ») est une île située dans l'océan Indien, séparé par un étroit détroit de la côte méridionale de Java, en face du port de Cilacap. Sa superficie est de 121 km². Administrativement, l'île fait partie du kabupaten de Cilacap dans la province de Java central.
L'île est le siège d'une prison où sont détenus des meurtriers, des terroristes, des trafiquants de drogue et des condamnés pour haute corruption.

## Histoire
Nusa Kambangan a été transformée en prison dans les années 1920. Le gouvernement colonial des Indes néerlandaises y avait construit un centre de détention pour les criminels et les dissidents politiques.
Avec l'indépendance, Nusa Kambangan a continué d'être une prison. Sous le régime Soeharto, des centaines de dissidents politiques y furent emprisonnés. La plupart étaient des anciens membres du Parti communiste indonésien interdit. 
En 1996, l'île a finalement été ouverte au public comme destination touristique.
Nusa Kambangan a également servi de lieu d'accueil pour des réfugiés. En 2001, 140 Afghans y ont été détenus quand, en route pour l'île Christmas, leur bateau a coulé. Plus de 90 d'entre eux réussirent à s'enfuir dans de petits bateaux et auraient gagné l'Australie.
L'île a aussi été touchée par le tremblement de terre de juillet 2006 à Java. Au moins 11 villageois ont alors disparu et 8 personnes sont mortes, dont 2 détenus de la prison de Permisan.

## Environnement

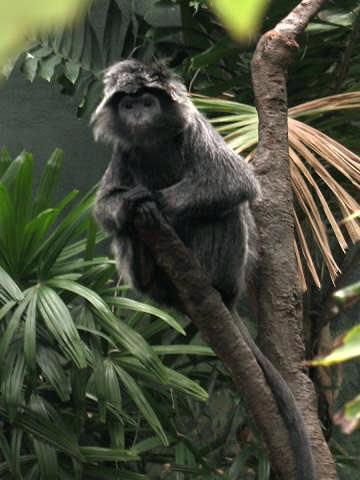
Le lutung, un des primates de Nusa Kambangan

Nusa Kambangan est séparée de Java par le détroit du Segara Anakan. Peu peuplée, elle a préservé une certaine vie sauvage. La partie orientale est une réserve naturelle. On trouve une vieille forteresse hollandaise sur la plage de Karangbandung.
On trouve quelque 71 espèces d'oiseaux, 14 de reptiles et différentes espèces de mammifères. 23 espèces d'oiseaux sont protégées, dont lekuntul karang (egretta sacra), l'aigrette noire (ciconia episcopus), le bangau tongtong (leptoptilos javanicus), l' haliaeetus leucogaster), l' elang bondol (haliastur indus) et l' elang bido (spilornis cheela). Parmi les espèces mammifères protégées se trouvent la panthera pardus), le muntiacus muntjak et le tragulus javanicus. 4 des 6 primates endémiques à Java, dont le lutung de Java (trachypithecus auratus), le macaca fascicularis, le presbytis comata et le kukang (nyctibus sp.) ont été signalés sur Nusa Kambangan.

## Économie
Si on exclut les détenus, la population est de 3 000 habitants. La plupart vivent de la pêche. Certains travaillent dans des plantations de caoutchouc et de teck.

## Les prisons
Sur les 9 prisons construites sur l'île, 4 sont encore utilisées :
- Permisan (construite en 1908),
- Batu (1925),
- Besi (1929),
- Kembangkuning (1950).

Les autres sont :
- Nirbaya (1912),
- Karanganyar (1912),
- Karangtengah (1928),
- Gliger (1929),
- Limusbuntu (1935).

Toutes, à l'exception de Kembangkuning, ont été construites par les Hollandais. Batu est la plus connue.

## Prisonniers célèbres
Parmi les célébrités qui ont été ou sont détenues à Nusa Kambangan, on trouve :
- Pramoedya Ananta Toer, poète et romancier, prisonnier politique.
- Bob Hasan, homme d'affaires proche de l'ancien président Soeharto, pour corruption,
- Serge Atlaoui, artisan français
- Félix Dorfin, trafiquant de drogue français.